# تشارلز جي. مايرز
تشارلز جي. مايرز (بالإنجليزية: Charles G. Myers)‏ هو قاضي ومحامي وسياسي أمريكي، ولد في 1810، وتوفي في 27 ديسمبر 1881 في أوغدينسبورغ في الولايات المتحدة. حزبياً، نشط في الحزب الجمهوري. وقد انتخب عضو جمعية ولاية نيويورك.